# Hesperochernes molestus
Espèce
Hesperochernes molestus est une espèce de pseudoscorpions de la famille des Chernetidae.

## Distribution
Cette espèce est endémique du Nouveau-Mexique aux États-Unis.

## Habitat
Elle se rencontre dans le terrier de Neotoma, Onychomys, Dipodomys et Perognathus sp..

## Description
Les mâles mesurent de 2,15 à 2,3 mm et les femelles de 2,4 à 3,0 mm.

## Publication originale
- Hoff, 1956 : Pseudoscorpions of the family Chernetidae from New Mexico. American Museum Novitates, no 1800, p. 1-66 (texte intégral).